# Семеновка (Морозовский район)
Семеновка — хутор в Морозовском районе Ростовской области.
Входит в состав Вольно-Донского сельского поселения.

## География
Хутор находится на правом берегу реки Сухая.

## Население
| 2010 |
| ---- |
| 38   |

## Улицы
На хуторе имеется одна улица — Семёновская.